# غويلرمو غارسيا غونزاليس
غويلرمو غارسيا غونزاليس هو لاعب شطرنج كوبي، ولد في 9 ديسمبر 1953 في سانتا كلارا في كوبا، وتوفي في 26 أكتوبر 1990 بسبب حادث مرور.

## وصلات خارجية
- غويلرمو غارسيا غونزاليس على موقع مباريات الشطرنج (الإنجليزية)
- غويلرمو غارسيا غونزاليس على موقع 365Chess.com (الإنجليزية)
- غويلرمو غارسيا غونزاليس على موقع Chesstempo.com (الإنجليزية)
- غويلرمو غارسيا غونزاليس سجل أولمبياد الشطرنج على موقع OlimpBase.org (الإنجليزية)